# MTK Budapest
MTK Budapest är en sportklubb från Budapest, Ungern. Klubben grundades den 16 november 1888 och bedriver aktivitet inom en stor mängd idrotter. Herrfotbollssektionen, MTK Budapest FC, har utkämpat många tuffa lokalderbymatcher mot Ferencvarosi TC. Även dess damfotbollslaget och dambasketlaget har varit framgångsrika.